# 3. division i håndbold for kvinder 2012-13
3. division i håndbold for kvinder var turneringen på niveau 4 for kvindelige danske klubhold i sæsonen 2012-13. Turneringen blev arrangeret af Jydsk Håndbold Forbund og Håndbold Region Øst og havde deltagelse af 71 klubber, der var fordelt i seks geografisk inddelte puljer med 11-12 hold i hver pulje, og som spillede om oprykning til 2. division samt om at undgå nedrykning til de lokale serier.
De seks puljer blev vundet af Thisted IK, Skive fH's andethold, Hasle KFUM, Sydstjernen, LIF-Aabenraas andethold, SUS Håndbold og HUK Håndbold, som dermed alle rykkede op i 2. division.
De seks toere i puljerne spillede playoffkampe om tre pladser i oprykningskampene mod tre hold fra 2. division. De tre pladser i oprykningskampene gik til RSU-Ringkøbings andethold, Otterup HK og Birkerød HK, hvoraf sidstnævnte i oprykningskampene formåede at sikre sig oprykning til 2. division.
De hold, der sluttede på 11.- eller 12.-pladsen i de seks 3. divisionspuljer, rykkede ned i de lokale serier, og derfor måtte følgende hold findes sig i at blive degraderet til en lavere række: Taars-Ugilt IF, Søndermarkens IK's andethold, Grindsted HK, VRI, HEI, Bov IF, Østfyns HK, Næstved/Herlufsholm, Ishøj HF, Allerød HK og Fremad Valby. Derudover måtte de seks hold, der sluttede på 10.-pladsen i deres pulje spille nedrykningskampe mod hold fra de lokale serier for at undgå nedrykning. Nedrykningskampene resulterede i, at Overlund GF også rykkede ned.

## Hold
| Pulje   | Hold                      | Hjemmebane                                             | By                   |
| ------- | ------------------------- | ------------------------------------------------------ | -------------------- |
| Pulje 1 | HF Hjørring               | Hallen Park Vendia                                     | Hjørring             |
| Pulje 1 | Horne KFUM                | Stendyssehallen                                        | Horne                |
| Pulje 1 | Kristrup Boldklub 3       | Tirsdalens Skole                                       | Randers              |
| Pulje 1 | Løgstør HK                | Lanternen                                              | Løgstør              |
| Pulje 1 | Stavtrup IF               | Stavtruphallen                                         | Aarhus               |
| Pulje 1 | Strandby/Elling IF        | Bannerslundhallen                                      | Elling               |
| Pulje 1 | Svenstrup-Godthåb IF      | Højvangshallen                                         | Svenstrup            |
| Pulje 1 | Thisted IK                | Thyhallen                                              | Thisted              |
| Pulje 1 | Taars-Ugilt IF            | Taarshallen                                            | Tårs                 |
| Pulje 1 | Visse IF                  | Gughallen                                              | Aalborg              |
| Pulje 1 | Aalborg HK                | Idrætshallen Østre Allé                                | Aalborg              |
| Pulje 2 | Brande HK                 | Brande-Hallerne                                        | Brande               |
| Pulje 2 | Grindsted HK              | Lyng-Hallen                                            | Grindsted            |
| Pulje 2 | Ikast KFUM                | Hyldgårdskolen                                         | Ikast                |
| Pulje 2 | Mejdal GIK                | Mejdal-Halgård Sportscenter                            | Holstebro            |
| Pulje 2 | Mejrup-Hvam               | Mejrup Kultur- og Fritidscenter Borbjerg Fritidscenter | Holstebro Borbjerg   |
| Pulje 2 | Overlund GF               | Overlundhallen                                         | Viborg               |
| Pulje 2 | Ravnstrup KFUM            | Hald Ege Idrætscenter                                  | Hald Ege             |
| Pulje 2 | RSU-Ringkøbing 2          | Rofi-Centret                                           | Ringkøbing           |
| Pulje 2 | Skive fH 2                | Kulturcenter Skive                                     | Skive                |
| Pulje 2 | Søndermarkens IK 2        | Liseborg Centret                                       | Viborg               |
| Pulje 2 | Team Vest Håndbold        | Billumhallen Sportspark Blaavandshuk                   | Billum Oksbøl        |
| Pulje 2 | Tjørring IF               | Nordvest Hallen                                        | Tjørring             |
| Pulje 3 | AGF                       | Frederiksbjerghallerne Aarhus Stadionhal               | Aarhus               |
| Pulje 3 | ASA                       | Frederiksbjerghallerne                                 | Aarhus               |
| Pulje 3 | Børkop HK                 | Gauerslund Idrætscenter                                | Børkop               |
| Pulje 3 | Fredericia HK 1990 2      | Fredericia Idrætscenter Bredstrup-Pjedstedhallen       | Fredericia Bredstrup |
| Pulje 3 | Hammel GF                 | Hammel Idrætscenter                                    | Hammel               |
| Pulje 3 | Hasle KFUM                | Haslehallen                                            | Aarhus               |
| Pulje 3 | HEI                       | Skæringhallen                                          | Aarhus               |
| Pulje 3 | Horsens HK 2              | Dagnæs Hallen Forum Horsens                            | Horsens              |
| Pulje 3 | JAI                       | Annexhallen                                            | Aarhus               |
| Pulje 3 | Silkeborg-Gødvad Håndbold | JYSK Arena Gødvad-Hallen                               | Silkeborg            |
| Pulje 3 | VRI                       | Bellevuehallerne                                       | Aarhus               |
| Pulje 3 | Åstrup/Hammelev           | Åstruphallen                                           | Grenaa               |

| Pulje   | Hold                          | Hjemmebane                                | By                   |
| ------- | ----------------------------- | ----------------------------------------- | -------------------- |
| Pulje 4 | Bov IF                        | Grænsehallerne                            | Kruså                |
| Pulje 4 | DHG Håndbold 3                | Dalumhallerne                             | Odense               |
| Pulje 4 | GOG Håndbold 2                | Gudmehallerne                             | Gudme                |
| Pulje 4 | IF Stjernen                   | Skt. Jørgens Hallen                       | Odense               |
| Pulje 4 | KIF Vejen 2                   | Vejen Idrætscenter                        | Vejen                |
| Pulje 4 | Kolding HK                    | Parkhallen                                | Kolding              |
| Pulje 4 | Otterup HK                    | Otterup Idrætscenter                      | Otterup              |
| Pulje 4 | Ribe HK                       | Ribe Fritidscenter                        | Ribe                 |
| Pulje 4 | Sanderum Håndbold 02          | Sanderumhallen                            | Odense               |
| Pulje 4 | Sydstjernen, LIF-Aabenraa 2   | Rødekrohallen Arena Aabenraa              | Rødekro Aabenraa     |
| Pulje 4 | Tarup-Paarup IF 2             | Paarup-Hallerne                           | Odense               |
| Pulje 4 | Østfyns HK                    | Ørbæk Midtpunkt                           | Ørbæk                |
| Pulje 5 | Albertslund/Glostrup Håndbold | Glostrup Hallen Albertslund-hallerne      | Glostrup Albertslund |
| Pulje 5 | Holbæk HK                     | Stadionhallen                             | Holbæk               |
| Pulje 5 | Ishøj HF                      | Ishøj Idrætscenter                        | Ishøj                |
| Pulje 5 | Jersie HK                     | Jersie Hallen                             | Jersie               |
| Pulje 5 | Nykøbing Falster HK 2         | Pricerunner Arena                         | Nykøbing Falster     |
| Pulje 5 | Næstved/Herlufsholm           | Herlufsholm Idrætscenter Næstved Hallerne | Herlufsholm Næstved  |
| Pulje 5 | Roskilde Håndbold 2           | Roskilde Kongres- & Idrætscenter          | Roskilde             |
| Pulje 5 | Rørby-Værslev IF              | Rørby-hallen                              | Rørby                |
| Pulje 5 | SUS Håndbold                  | Ullerslev Kultur- og Idrætscenter         | Ullerslev            |
| Pulje 5 | Team NH                       | Bornholms Idræts- og Kulturcenter         | Allinge              |
| Pulje 5 | Team Tornved KFUM             | Mørkøv-hallen                             | Mørkøv               |
| Pulje 5 | TMS Ringsted 2                | Ringsted Hallerne                         | Ringsted             |
| Pulje 6 | AB                            | AB-hallen                                 | Bagsværd             |
| Pulje 6 | Allerød HK                    | Lillerødhallerne                          | Lillerød             |
| Pulje 6 | Birkerød HK                   | Birkerød Idrætscenter                     | Birkerød             |
| Pulje 6 | Fremad Valby                  | Valby Hallen Bavnehøj Arena               | Valby København      |
| Pulje 6 | HIK                           | Maglegårdshallen                          | Hellerup             |
| Pulje 6 | Herlev/Hjorten Håndbold       | Herlev-Hallen                             | Herlev               |
| Pulje 6 | Hillerød HK                   | FrederiksborgCentret                      | Hillerød             |
| Pulje 6 | HUK Håndbold                  | Egedalshallen Hørsholm-hallen             | Kokkedal Vallerød    |
| Pulje 6 | HØJ 2                         | Ølstykke Hallen Jyllingehallen            | Ølstykke Jyllinge    |
| Pulje 6 | Team Nørrebro                 | Nørrebrohallen                            | København            |
| Pulje 6 | USG                           | Otto Mønsted Hallen                       | København            |
| Pulje 6 | VHC/Vidar                     | Vanløsehallen                             | Vanløse              |

| Klubber i 3. division 2012-13 | Klubber i 3. division 2012-13                                                        |
| --- | ------------------------------------------------------------------------------------ |
| Pulje 1 Pulje 2 Pulje 3 Pulje 4 Pulje 5 Pulje 6 Hjørring Horne Kristrup Løgstør Strandby/Elling Svenstrup-Godthåb Thisted Taars-Ugilt Visse Aalborg Brande Grindsted Ikast Mejdal Mejrup-Hvam Overlund Ravnstrup RSU-Ringkøbing Skive Søndermark. Team Vest Tjørring Se kort over Aarhus Børkop Fredericia Hammel Horsens Silkeborg-Gødvad Åstrup/Hammelev Bov DHG GOG Stjernen Vejen Kolding Otterup Ribe Sanderum Sydstjernen-Aabenraa TPI Østfyn AG Holbæk Ishøj Jersie Tornved Nykøbing Falster Næstved/Herlufsholm Roskilde Rørby-Værslev SUS Team NH TMS Ringsted Allerød Birkerød Se kort over København Hillerød HUK HØJ |                                                                                      |
| Klubber i Aarhus-området | Klubber i Københavns-området                                                         |
| Stavtrup AGF ASA Hasle HEI JAI VRI | Albertslund/Glostrup Ishøj AB Fremad Valby HIK Herlev/Hjorten Nørrebro USG VHC/Vidar |

## Puljer
Holdene var fordelt i 6 geografisk inddelte puljer med 11-12 hold i hver pulje. I hver pulje spillede holdene en dobbeltturnering alle-mod-alle, således at alle hold spillede to indbyrdes opgør – én kamp på hvert holds hjemmebane.

### Pulje 1
| Nr | Hold                 | K  | V  | U | T  | Mf  |   | Mi  | +/-  | P                                      |
| -- | -------------------- | -- | -- | - | -- | --- | - | --- | ---- | -------------------------------------- |
| 1  | Thisted IK           | 20 | 15 | 2 | 3  | 601 | – | 422 | +179 | 32Oprykning til 2. division 2013-14    |
| 2  | Kristrup Boldklub 3  | 20 | 14 | 1 | 5  | 518 | – | 425 | +93  | 29Ikke oprykningsberettiget            |
| 3  | Horne KFUM           | 20 | 13 | 2 | 5  | 469 | – | 451 | +18  | 28Kvalificeret til oprykningskampe     |
| 4  | Løgstør HK           | 20 | 13 | 1 | 6  | 489 | – | 412 | +77  | 27                                     |
| 5  | Aalborg HK           | 20 | 11 | 3 | 6  | 523 | – | 468 | +55  | 25                                     |
| 6  | Svenstrup-Godthåb IF | 20 | 8  | 4 | 8  | 431 | – | 442 | −11  | 20                                     |
| 7  | Stavtrup IF          | 20 | 6  | 5 | 9  | 386 | – | 442 | −56  | 17                                     |
| 8  | Visse IF             | 20 | 7  | 2 | 11 | 457 | – | 477 | −20  | 16                                     |
| 9  | HF Hjørring          | 20 | 5  | 2 | 13 | 429 | – | 500 | −71  | 12                                     |
| 10 | Strandby/Elling IF   | 20 | 3  | 2 | 15 | 409 | – | 513 | −104 | 8Kvalificeret til nedrykningskampe     |
| 11 | Taars-Ugilt IF       | 20 | 2  | 2 | 16 | 369 | – | 529 | −160 | 6Nedrykning til Jyllandsserien 2013-14 |

 K: Kampe spillet, V: Vundne kampe, U: Uafgjorte kampe, T: Tabte kampe, Mf: Mål for, Mi: Mål imod, +/-: Måldifference, P: Point

 

### Pulje 2
| Nr | Hold               | K  | V  | U | T  | Mf  |   | Mi  | +/-  | P                                      |
| -- | ------------------ | -- | -- | - | -- | --- | - | --- | ---- | -------------------------------------- |
| 1  | Skive fH 2         | 22 | 20 | 0 | 2  | 625 | – | 474 | +151 | 40Oprykning til 2. division 2013-14    |
| 2  | RSU-Ringkøbing 2   | 22 | 17 | 0 | 5  | 551 | – | 472 | +79  | 34Kvalificeret til oprykningskampe     |
| 3  | Mejrup-Hvam        | 22 | 16 | 1 | 5  | 510 | – | 433 | +77  | 33                                     |
| 4  | Ikast KFUM         | 22 | 16 | 1 | 5  | 533 | – | 416 | +117 | 33                                     |
| 5  | Mejdal GIK         | 22 | 11 | 2 | 9  | 496 | – | 465 | +31  | 24                                     |
| 6  | Tjørring IF        | 22 | 12 | 0 | 10 | 541 | – | 485 | +56  | 24                                     |
| 7  | Team Vest Håndbold | 22 | 10 | 0 | 12 | 498 | – | 508 | −10  | 20                                     |
| 8  | Brande HK          | 22 | 9  | 1 | 12 | 494 | – | 522 | −28  | 19                                     |
| 9  | Ravnstrup KFUM     | 22 | 6  | 2 | 14 | 396 | – | 457 | −61  | 14                                     |
| 10 | Overlund GF        | 22 | 6  | 1 | 15 | 438 | – | 554 | −116 | 13Kvalificeret til nedrykningskampe    |
| 11 | Søndermarkens IK 2 | 22 | 4  | 0 | 18 | 418 | – | 534 | −116 | 8Nedrykning til Jyllandsserien 2013-14 |
| 12 | Grindsted HK       | 22 | 1  | 0 | 21 | 378 | – | 558 | −180 | 2Nedrykning til Jyllandsserien 2013-14 |

 K: Kampe spillet, V: Vundne kampe, U: Uafgjorte kampe, T: Tabte kampe, Mf: Mål for, Mi: Mål imod, +/-: Måldifference, P: Point

 

### Pulje 3
| Nr | Hold                      | K  | V  | U | T  | Mf  |   | Mi  | +/-  | P                                       |
| -- | ------------------------- | -- | -- | - | -- | --- | - | --- | ---- | --------------------------------------- |
| 1  | Hasle KFUM                | 22 | 17 | 1 | 4  | 555 | – | 441 | +114 | 35Oprykning til 2. division 2013-14     |
| 2  | ASA                       | 22 | 15 | 2 | 5  | 510 | – | 473 | +37  | 32Kvalificeret til oprykningskampe      |
| 3  | AGF                       | 22 | 14 | 2 | 6  | 561 | – | 485 | +76  | 30                                      |
| 4  | JAI                       | 22 | 12 | 4 | 6  | 564 | – | 513 | +51  | 28                                      |
| 5  | Fredericia HK 1990 2      | 22 | 11 | 4 | 7  | 522 | – | 492 | +30  | 26                                      |
| 6  | Horsens HK 2              | 22 | 10 | 3 | 9  | 489 | – | 496 | −7   | 23                                      |
| 7  | Silkeborg-Gødvad Håndbold | 22 | 8  | 2 | 12 | 528 | – | 559 | −31  | 18                                      |
| 8  | Åstrup/Hammelev           | 22 | 9  | 0 | 13 | 484 | – | 534 | −50  | 18                                      |
| 9  | Hammel GF                 | 22 | 9  | 0 | 13 | 521 | – | 517 | +4   | 18                                      |
| 10 | Børkop HK                 | 22 | 7  | 1 | 14 | 524 | – | 563 | −39  | 15Kvalificeret til nedrykningskampe     |
| 11 | VRI                       | 22 | 7  | 1 | 14 | 456 | – | 518 | −62  | 15Nedrykning til Jyllandsserien 2013-14 |
| 12 | HEI                       | 22 | 2  | 2 | 18 | 448 | – | 571 | −123 | 6Nedrykning til Jyllandsserien 2013-14  |

 K: Kampe spillet, V: Vundne kampe, U: Uafgjorte kampe, T: Tabte kampe, Mf: Mål for, Mi: Mål imod, +/-: Måldifference, P: Point

 

### Pulje 4
| Nr | Hold                        | K  | V  | U | T  | Mf  |   | Mi  | +/-  | P                                                  |
| -- | --------------------------- | -- | -- | - | -- | --- | - | --- | ---- | -------------------------------------------------- |
| 1  | Sydstjernen, LIF-Aabenraa 2 | 22 | 20 | 1 | 1  | 627 | – | 385 | +242 | 41Oprykning til 2. division 2013-14                |
| 2  | Otterup HK                  | 22 | 17 | 3 | 2  | 574 | – | 413 | +161 | 37Kvalificeret til oprykningskampe                 |
| 3  | IF Stjernen                 | 22 | 15 | 2 | 5  | 490 | – | 435 | +55  | 32                                                 |
| 4  | Sanderum Håndbold 02        | 22 | 12 | 1 | 9  | 531 | – | 498 | +33  | 25                                                 |
| 5  | TPI 2                       | 22 | 10 | 3 | 9  | 479 | – | 490 | −11  | 23                                                 |
| 6  | GOG 2                       | 22 | 10 | 1 | 11 | 528 | – | 555 | −27  | 21                                                 |
| 7  | KIF Vejen 2                 | 22 | 9  | 2 | 11 | 469 | – | 500 | −31  | 20                                                 |
| 8  | Ribe HK                     | 22 | 9  | 1 | 12 | 500 | – | 501 | −1   | 19                                                 |
| 9  | Kolding HK                  | 22 | 8  | 1 | 13 | 480 | – | 532 | −52  | 17                                                 |
| 10 | DHG 3                       | 22 | 6  | 4 | 12 | 443 | – | 552 | −109 | 16Kvalificeret til nedrykningskampe                |
| 11 | Bov IF                      | 22 | 5  | 3 | 14 | 460 | – | 526 | −66  | 13Nedrykning til Jyllandsserien/Fynsserien 2013-14 |
| 12 | Østfyns HK                  | 22 | 0  | 0 | 22 | 327 | – | 521 | −194 | 0Nedrykning til Jyllandsserien/Fynsserien 2013-14  |

 K: Kampe spillet, V: Vundne kampe, U: Uafgjorte kampe, T: Tabte kampe, Mf: Mål for, Mi: Mål imod, +/-: Måldifference, P: Point

 

### Pulje 5
| Nr | Hold                          | K  | V  | U | T  | Mf  |   | Mi  | +/-  | P                                            |
| -- | ----------------------------- | -- | -- | - | -- | --- | - | --- | ---- | -------------------------------------------- |
| 1  | SUS Håndbold                  | 22 | 21 | 0 | 1  | 653 | – | 395 | +258 | 42Oprykning til 2. division 2013-14          |
| 2  | Holbæk HK                     | 22 | 18 | 1 | 3  | 616 | – | 435 | +181 | 37Kvalificeret til oprykningskampe           |
| 3  | Nykøbing Falster HK 2         | 22 | 16 | 2 | 4  | 634 | – | 516 | +118 | 34                                           |
| 4  | Team Tornved KFUM             | 22 | 17 | 0 | 5  | 562 | – | 473 | +89  | 34                                           |
| 5  | Albertslund/Glostrup Håndbold | 22 | 12 | 1 | 9  | 574 | – | 538 | +36  | 25                                           |
| 6  | Rørby-Værslev IF              | 22 | 9  | 2 | 11 | 516 | – | 546 | −30  | 20                                           |
| 7  | Roskilde Håndbold 2           | 22 | 8  | 2 | 12 | 516 | – | 558 | −42  | 18                                           |
| 8  | Team NH                       | 22 | 8  | 2 | 12 | 467 | – | 519 | −52  | 18                                           |
| 9  | TMS Ringsted 2                | 22 | 8  | 0 | 14 | 421 | – | 511 | −90  | 16                                           |
| 10 | Jersie HK                     | 22 | 4  | 2 | 16 | 524 | – | 618 | −94  | 10Kvalificeret til nedrykningskampe          |
| 11 | Næstved/Herlufsholm           | 22 | 3  | 2 | 17 | 485 | – | 610 | −125 | 8Nedrykning til Kvalifikationsrækken 2013-14 |
| 12 | Ishøj HF                      | 22 | 1  | 0 | 21 | 417 | – | 666 | −249 | 2Nedrykning til Kvalifikationsrækken 2013-14 |

 K: Kampe spillet, V: Vundne kampe, U: Uafgjorte kampe, T: Tabte kampe, Mf: Mål for, Mi: Mål imod, +/-: Måldifference, P: Point

 

### Pulje 6
| Nr | Hold                    | K  | V  | U | T  | Mf  |   | Mi  | +/-  | P                                             |
| -- | ----------------------- | -- | -- | - | -- | --- | - | --- | ---- | --------------------------------------------- |
| 1  | HUK Håndbold            | 22 | 15 | 1 | 6  | 519 | – | 457 | +62  | 31Oprykning til 2. division 2013-14           |
| 2  | Birkerød HK             | 22 | 15 | 0 | 7  | 559 | – | 487 | +72  | 30Kvalificeret til oprykningskampe            |
| 3  | Hillerød HK             | 22 | 13 | 3 | 6  | 552 | – | 497 | +55  | 29                                            |
| 4  | Team Nørrebro           | 22 | 13 | 2 | 7  | 545 | – | 484 | +61  | 28                                            |
| 5  | USG                     | 22 | 12 | 2 | 8  | 512 | – | 481 | +31  | 26                                            |
| 6  | HIK                     | 22 | 12 | 1 | 9  | 541 | – | 548 | −7   | 25                                            |
| 7  | VHC/Vidar               | 22 | 11 | 1 | 10 | 521 | – | 524 | −3   | 23                                            |
| 8  | AB                      | 22 | 8  | 4 | 10 | 527 | – | 517 | +10  | 20                                            |
| 9  | Herlev/Hjorten Håndbold | 22 | 7  | 2 | 13 | 490 | – | 548 | −58  | 16                                            |
| 10 | HØJ 2                   | 22 | 6  | 4 | 12 | 449 | – | 514 | −65  | 16Kvalificeret til nedrykningskampe           |
| 11 | Allerød HK              | 22 | 5  | 2 | 15 | 516 | – | 570 | −54  | 12Nedrykning til Kvalifikationsrækken 2013-14 |
| 12 | Fremad Valby            | 22 | 3  | 2 | 17 | 404 | – | 508 | −104 | 8Nedrykning til Kvalifikationsrækken 2013-14  |

 K: Kampe spillet, V: Vundne kampe, U: Uafgjorte kampe, T: Tabte kampe, Mf: Mål for, Mi: Mål imod, +/-: Måldifference, P: Point

 

## Oprykningskampe

### Indledende kampe
De hold, der endte på andenpladsen i deres pulje, blev parret i tre playoff-opgør, der blev afgjort over to kampe, og de tre vindere gik videre til slutkampene om oprykning. Fra pulje A deltog nr. 3, Horne KFUM, eftersom puljens nr. 2, Kristrup Boldklubs tredjehold, ikke var oprykningsberettiget, fordi klubben allerede havde et hold i 2. division.
| Pulje   | Dato      | Dato     | Hjemmehold i 1. kamp                   | Hjemmehold i 2. kamp                         | Resultat | Resultat | Resultat |
| Pulje   | 1. kamp   | 2. kamp  | Hjemmehold i 1. kamp                   | Hjemmehold i 2. kamp                         | Total    | 1. kamp  | 2. kamp  |
| ------- | --------- | -------- | -------------------------------------- | -------------------------------------------- | -------- | -------- | -------- |
| Pulje A | 1. april  | 6. april | Horne KFUM Nr. 3 i 3. division pulje 1 | RSU-Ringkøbing 2 Nr. 2 i 3. division pulje 2 | 41–50    | 17–30    | 24–20    |
| Pulje B | 31. marts | 5. april | ASA Nr. 2 i 3. division pulje 3        | Otterup HK Nr. 2 i 3. division pulje 4       | 44–56    | 25–23    | 19–33    |
| Pulje C | 2. april  | 9. april | Holbæk HK Nr. 2 i 3. division pulje 5  | Birkerød HK Nr. 2 i 3. division pulje 6      | 46–50    | 27–29    | 19–21    |

### Slutkampe
De tre vindere af de indledende kampe blev parret med de tre hold, der var sluttet på 10.-pladsen i deres 2. divisionspulje, i tre playoff-opgør, der blev afgjort over to kampe. Vinderene af de tre playoff-opgør rykkede op i eller bevarede deres plads i 2. division, mens de tre tabere bevarede deres plads eller rykkede ned i 3. division.
Resultaterne medførte, at 3. divisionsholdene [[]] og [[]] rykkede op i 2. division.
| Pulje   | Dato      | Dato      | Hjemmehold i 1. kamp                         | Hjemmehold i 2. kamp                        | Resultat | Resultat | Resultat |
| Pulje   | 1. kamp   | 2. kamp   | Hjemmehold i 1. kamp                         | Hjemmehold i 2. kamp                        | Total    | 1. kamp  | 2. kamp  |
| ------- | --------- | --------- | -------------------------------------------- | ------------------------------------------- | -------- | -------- | -------- |
| Pulje D | 14. april | 20. april | RSU-Ringkøbing 2 Nr. 2 i 3. division pulje 2 | Sæby HK Nr. 10 i 2. division pulje 1        | 51–51    | 30–23    | 21–28    |
| Pulje E | 14. april | 18. april | Otterup HK Nr. 2 i 3. division pulje 4       | Team Esbjerg 2 Nr. 10 i 2. division pulje 2 | 49–64    | 17–30    | 32–34    |
| Pulje F | 16. april | 23. april | Birkerød HK Nr. 2 i 3. division pulje 6      | Gladsaxe/HG Nr. 10 i 2. division pulje 3    | 44–38    | 19–17    | 25–21    |

## Nedrykningskampe
De hold, der endte på 10.-pladsen i deres pulje, spillede playoffkampe mod et hold fra de lokale serier om at forblive i 3. division. 
Resultaterne medførte, at [[]], [[]] og [[]] rykkede ned i de lokale serier.
| Pulje   | Dato     | Dato      | Hjemmehold i 1. kamp                             | Hjemmehold i 2. kamp                            | Resultat | Resultat | Resultat |
| Pulje   | 1. kamp  | 2. kamp   | Hjemmehold i 1. kamp                             | Hjemmehold i 2. kamp                            | Total    | 1. kamp  | 2. kamp  |
| ------- | -------- | --------- | ------------------------------------------------ | ----------------------------------------------- | -------- | -------- | -------- |
| Pulje 1 | 2. april | 7. april  | Haarby Boldklub Nr. 2 i Fynsserien pulje 1       | Børkop HK Nr. 10 i 3. division pulje 3          | 34–43    | 21–20    | 13–23    |
| Pulje 2 | 1. april | 4. april  | DHG 3 Nr. 10 i 3. division pulje 4               | Dalby G&IF Nr. 2 i Kvalifikationsrækken pulje 1 | 51–49    | 30–21    | 21–28    |
| Pulje 3 | 1. april | 6. april  | Ballerup HC Nr. 2 i Kvalifikationsrækken pulje 2 | Jersie HK Nr. 10 i 3. division pulje 5          | 44–54    | 22–32    | 22–22    |
| Pulje 4 | 2. april | 5. april  | Team Arresø Nr. 2 i Kvalifikationsrækken pulje 3 | HØJ 2 Nr. 10 i 3. division pulje 6              | 32–45    | 17–22    | 15–23    |
| Pulje 5 | 7. april | 14. april | SGI-Håndbold Nr. 2 i Jyllandsserien pulje 5      | Strandby/Elling IF Nr. 10 i 3. division pulje 1 | 52–45    | 24–22    | 28–23    |
| Pulje 6 | 8. april | 14. april | Brabrand IF 2 Nr. 2 i Jyllandsserien pulje 4     | Overlund GF Nr. 10 i 3. division pulje 2        | 61–35    | 37–21    | 24–14    |

### Puljer
- DHF - 3. Division Damer - Pulje 1
- DHF - 3. Division Damer - Pulje 2
- DHF - 3. Division Damer - Pulje 3
- DHF - 3. Division Damer - Pulje 4
- DHF - 3. Division Damer - Pulje 5
- DHF - 3. Division Damer - Pulje 6

### Oprykningskampe
- DHF - 2. Division Damer Op Indledende kampe - Pulje A
- DHF - 2. Division Damer Op Indledende kampe - Pulje B
- DHF - 2. Division Damer Op Indledende kampe - Pulje C
- DHF - 2. Division Damer Op Slutkampe - Pulje D
- DHF - 2. Division Damer Op Slutkampe - Pulje E
- DHF - 2. Division Damer Op Slutkampe - Pulje F

### Nedrykningskampe
- DHF - 3. Division Damer Op - Pulje 1
- DHF - 3. Division Damer Op - Pulje 2
- DHF - 3. Division Damer Op - Pulje 3
- DHF - 3. Division Damer Op - Pulje 4
- DHF - 3. Division Damer Op - Pulje 5
- DHF - 3. Division Damer Op - Pulje 6